# دکاو اف۵
دکاو اف۵ (DKW F۵) خودرویی است که در سال‌های ۱۹۳۵ تا ۱۹۳۶تولید شده‌است.
طراحی آن خودروهای موتور جلو-محور جلو بوده طول آن در حالت طبیعی ۳٬۷۵۰ میلیمتر (۱۴۸ اینچ)، عرض آن در حالت طبیعی ۱٬۴۳۰ میلیمتر (۵۶ اینچ) و ارتفاع آن در حالت طبیعی ۱٬۴۸۰ میلیمتر (۵۸ اینچ) و وزن آن در حالت طبیعی ۷۰۰ کیلوگرم (۱٬۵۰۰ پوند) است. سیستم جعبه‌دندهٔ آن ۳ دنده به صورت دستی است.